# Nethy Bridge
Nethy Bridge är en by i Highland i Skottland. Byn är belägen 150,1 km 
från Edinburgh. Orten har 650 invånare (2016).